# Schebkův palác
Schebkův palác, zvaný též „Andělský dům“, je novorenesanční dům stojící v ulici Politických vězňů 7, čp. 936/II, na Novém Městě, v Praze 1. Je chráněn jako kulturní památka České republiky.

## Dějiny paláce
Palác stojí na místě, kde měl (podle Berní ruly) v roce 1654 panský dům Kryštof z Valdštejna. V roce 1691 ho koupila rodina Bredů a nechala tu postavit barokní palác, který byl značně poškozen při pruském obléhání Prahy v roce 1757. V poškozeném paláci byla v letech 1760–1780 nemocnice milosrdných bratří a pak dům věnovala Marie Terezie sirotčinci sv. Jana Křtitele.
Současná novorenesanční podoba budovy pochází z let 1870 až 1872. Stavbu si objednal podnikatel a stavitel silnic baron Jan Schebek – odtud pochází název „Schebkův palác“. Třípatrovou stavbu, která patří mezi autorova vrcholná díla, navrhl architekt Vojtěch Ignác Ullmann.
Od roku 1890 přešel palác do vlastnictví Rakousko-uherské banky a ta do něj umístila své pražské ústředí. Po vzniku Československa se palác stal sídlem nově vzniklé československé ústřední banky, nazvané Bankovní úřad ministerstva financí, do jejího vlastnictví přitom přešel po podpisu dohody s likvidovanou Rakousko-uherskou bankou v roce 1922. K tomuto účelu ale byly prostory paláce příliš stísněné, a tak budovu doplnily přístavby.
V roce 1927 se vlastníkem budovy stala nově vzniklá Národní banka Československá. Jejím potřebám palác sloužil i po přesunutí sídla banky do budovy České průmyslové banky v ulici Na příkopě.
V roce 1963 palác získala Československá akademie věd, ale národní banka si přitom vyhradila právo na jeho další využívání. Akademie věd tam umístila svůj ekonomický ústav.
V současné době v budově sídlí Ekonomický ústav Akademie věd ČR a specializované pracoviště CERGE-EI.

## Architektura
Palác je vystavěn v novorenesančním slohu navazujícím na římskou renesanci. Zajímavé je zejména reprezentativní mramorové schodiště, na jehož stěnách provedl figurální malby František Sequens nástropní malby Viktora Barvitia v lunetovém alias Dianině sále a plastiky Josefa Wagnera u vstupního portálu.

## Galerie

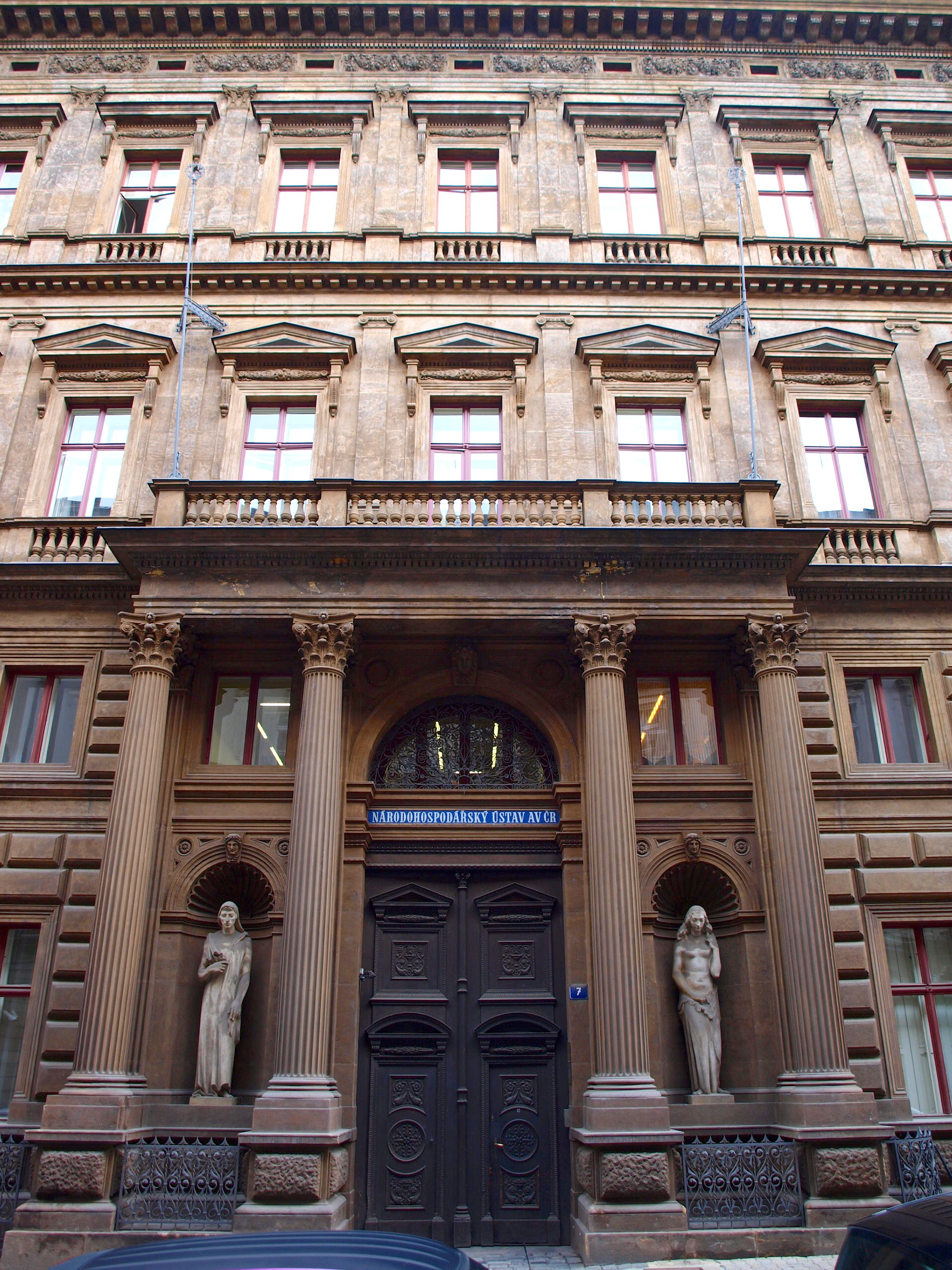
Vstup do paláce
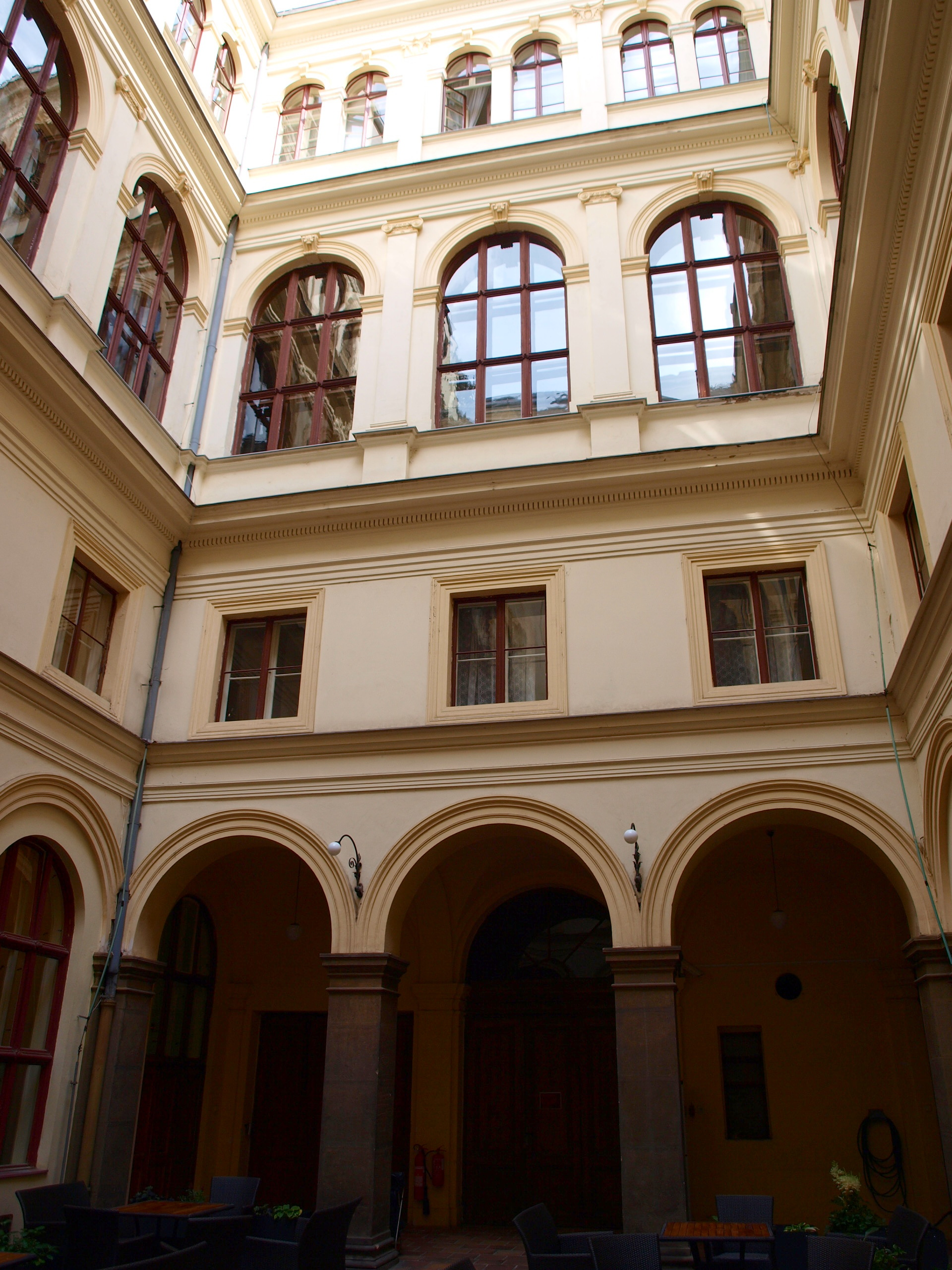
Nádvoří
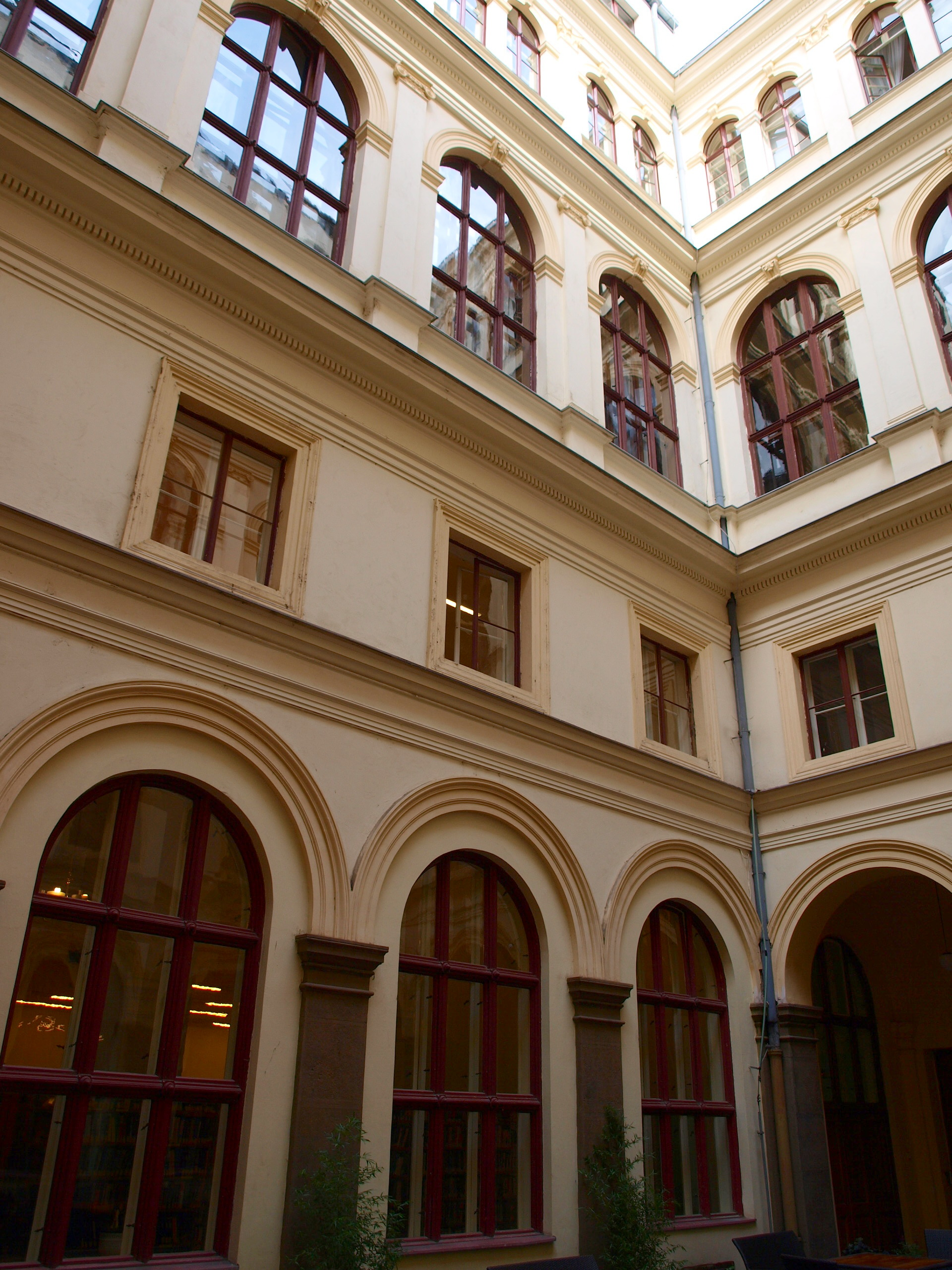
Nádvoří
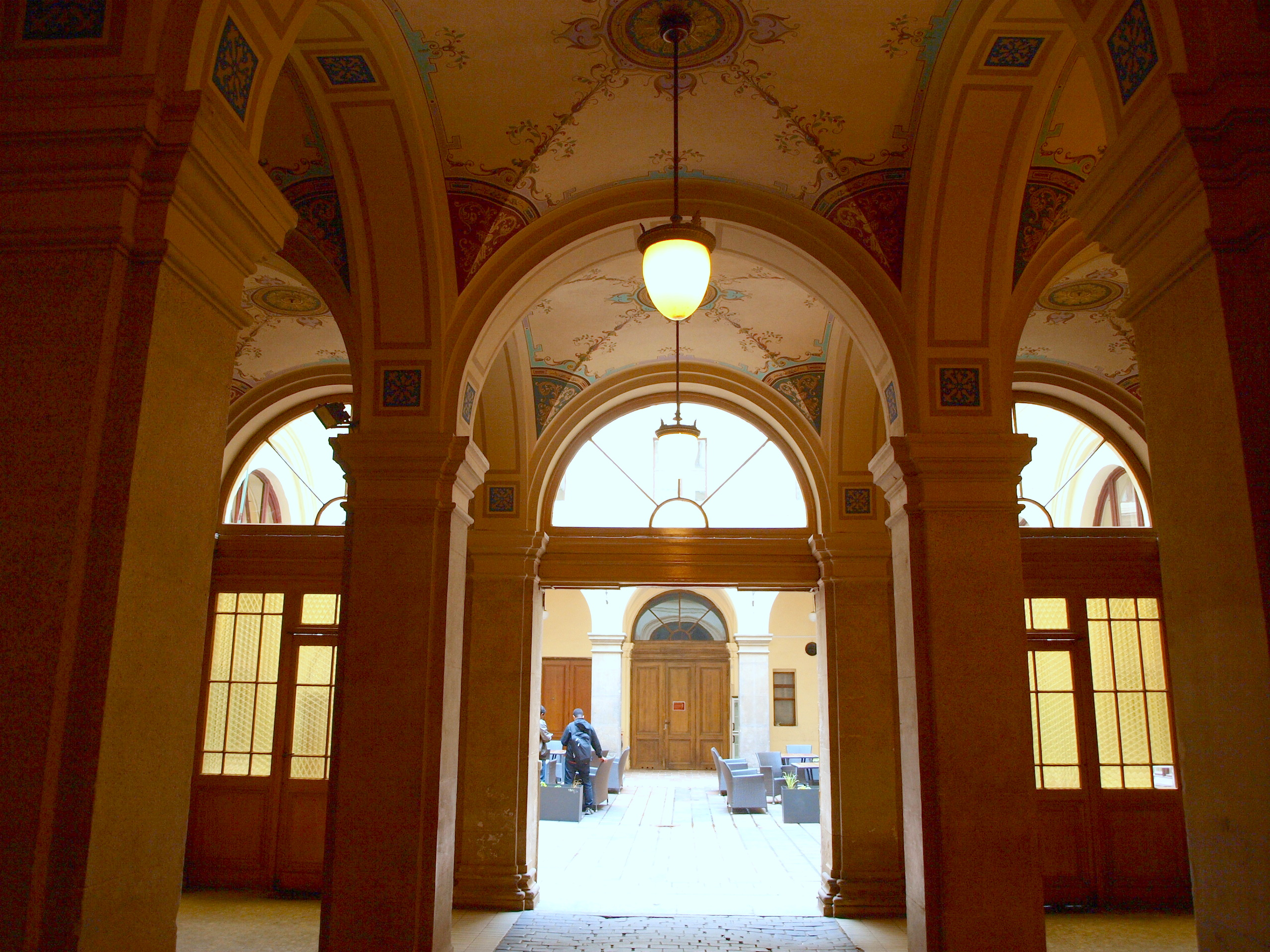
Vestibul
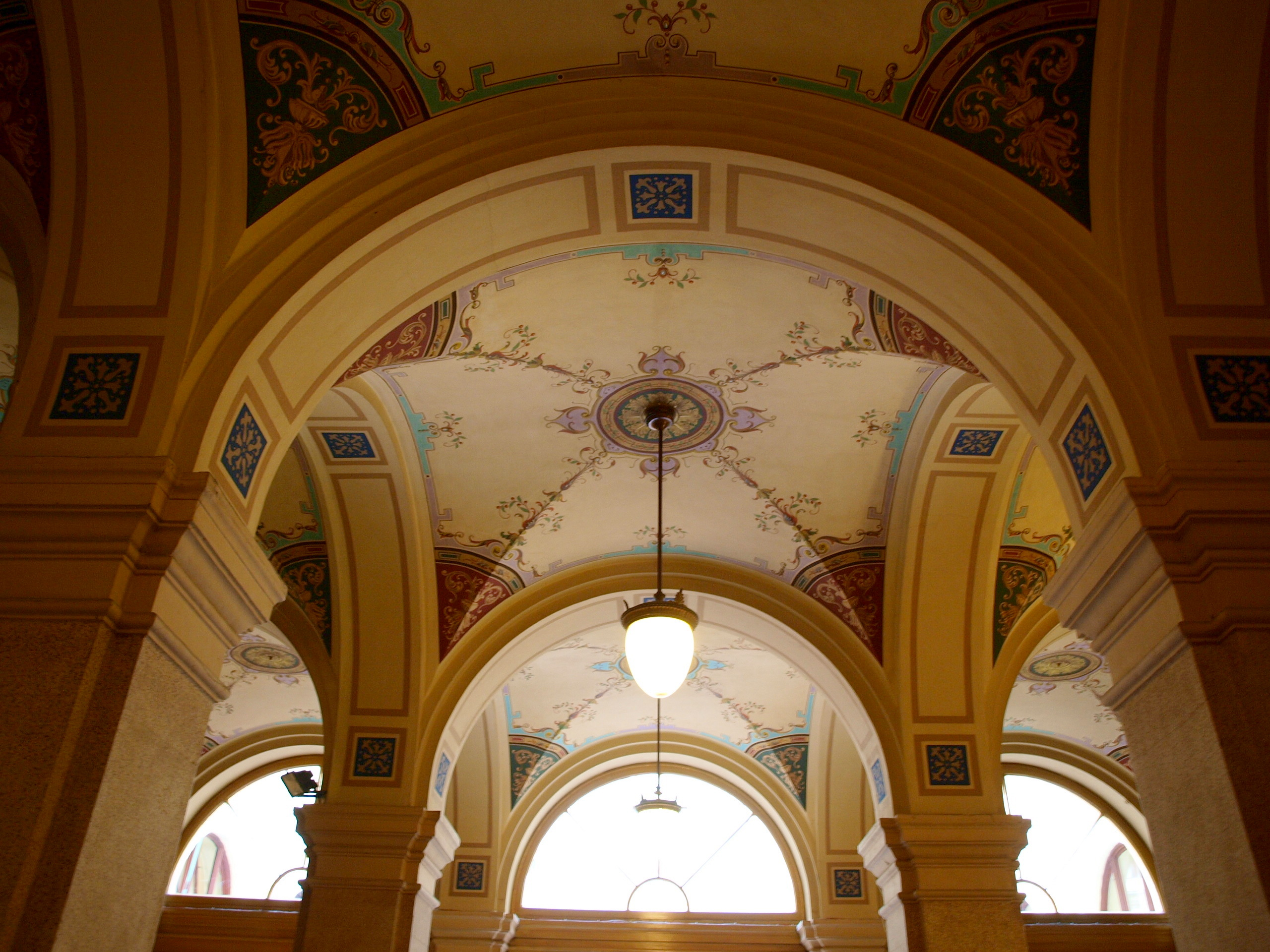
Vestibul
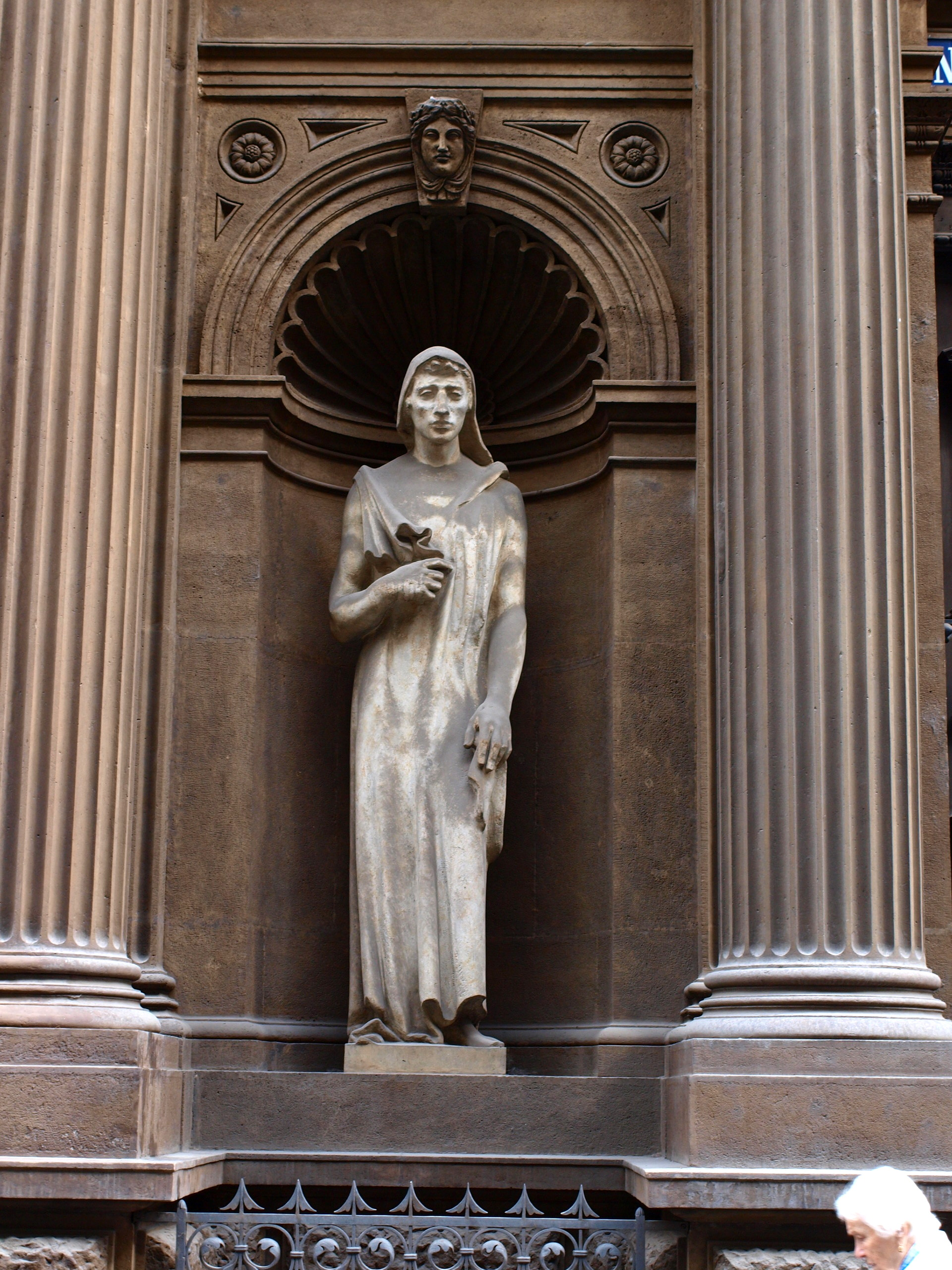
Detail sochy muže
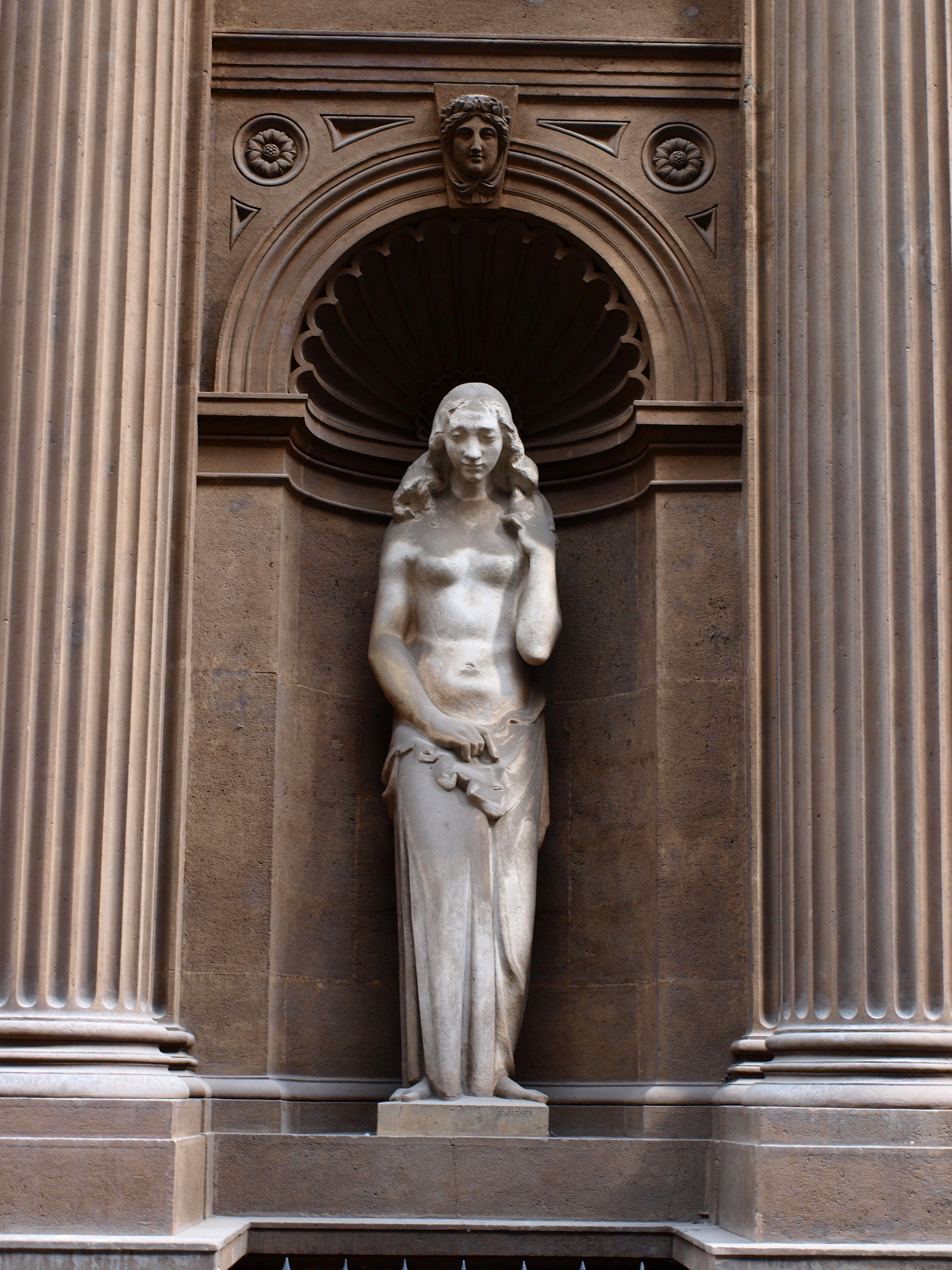
Detail sochy ženy